# Gábor Demszky
Gábor Demszky (ur. 4 sierpnia 1952 w Budapeszcie) – węgierski polityk, z wykształcenia prawnik i socjolog, burmistrz Budapesztu od 1990 do 2010.

## Życiorys
W młodości był przez krótki okres maoistą. W latach 70. przyłączył się do opozycji demokratycznej, w 1983 został skazany na karę 6 miesięcy pozbawienia wolności za drukowanie samizdatu.
W 1990 należał do współzałożycieli Związku Wolnych Demokratów. W tym samym roku z jego ramienia został burmistrzem Budapesztu z jego ramienia. Reelekcję na to stanowisko uzyskiwał, wygrywając czterokrotnie kolejne wybory samorządowe (1994, 1998, 2002, 2006), stając się jednym z najdłużej sprawujących swoją funkcję samorządowców w Europie Środkowej. W wyborach 2010 nie ubiegał się o reelekcję.
W latach 2000–2001 był przewodniczącym Związku Wolnych Demokratów. W 2004 został wybrany do Parlamentu Europejskiego, należał do frakcji liberałów. Zrezygnował po kilku miesiącach z powodu sporu o incompatibilitas urzędu burmistrza i europosła. 29 października 2004 zastąpiła go w PE Viktória Mohácsi. W 2009 ponownie ubiegał się o wybór do Parlamentu Europejskiego z 3. miejsca listy Związku Wolnych Demokratów, jednak tym razem bezskutecznie.
W 2010 wystąpił ze Związku Wolnych Demokratów.

## Odznaczenia
- Krzyż Oficerski Orderu Zasługi RP – Polska, 2006[5]